# Highland Heights (Ohio)
Highland Heights és una ciutat dels Estats Units a l'estat d'Ohio. Segons el cens del 2000 tenia 8.082 habitants.

## Demografia
Segons el cens del 2000, Highland Heights tenia 8.082 habitants, 2.779 habitatges, i 2.309 famílies. La densitat de població era de 608,3 habitants/km².
Dels 2.779 habitatges en un 36,6% hi vivien nens de menys de 18 anys, en un 74,5% hi vivien parelles casades, en un 6,6% dones solteres, i en un 16,9% no eren unitats familiars. En el 15,7% dels habitatges hi vivien persones soles el 9,2% de les quals corresponia a persones de 65 anys o més que vivien soles. El nombre mitjà de persones vivint en cada habitatge era de 2,89 i el nombre mitjà de persones que vivien en cada família era de 3,24.
Per edats la població es repartia de la següent manera: un 26,8% tenia menys de 18 anys, un 6,1% entre 18 i 24, un 22,3% entre 25 i 44, un 27,2% de 45 a 60 i un 17,6% 65 anys o més.
L'edat mediana era de 42 anys. Per cada 100 dones de 18 o més anys hi havia 92 homes.
La renda mediana per habitatge era de 69.750 $ i la renda mediana per família de 78.922 $. Els homes tenien una renda mediana de 56.250 $ mentre que les dones 33.277 $. La renda per capita de la població era de 31.184 $. Aproximadament el 3,1% de les famílies i el 4% de la població estaven per davall del llindar de pobresa.

## Poblacions properes
El següent diagrama mostra les poblacions més properes.